# 林田美学
林田 美学（はやしだ みのり、2000年1月14日 - ）は、日本テレビのアナウンサー。

## 来歴
- 日本大学三島高等学校・中学校卒業（中高一貫クラス）[3]。
- 早稲田大学教育学部英語英文学科卒業[1][3]。日本テレビで同僚の石川みなみは大学の2年先輩であり、2023年入社の渡邉結衣は大学の1年後輩にあたる。
- フリーアナウンサーとして芸能事務所スプラウトに2019年7月から所属の後、日本テレビにアナウンサーとして2022年4月1日に入社[5]。 同期は、浦野モモ[6]。 同年7月18日放送の『ZIP!』で初鳴きとなった[7]。

## 人物
- 「学」と書いて「のり」と読む漢字は、父親から譲り受けた[8]。
- 趣味はタイ料理巡り、手帳をつけること、綺麗な景色を見ること、ミュージカル観劇、アロマ[1]。
- 特技は4歳から12年間やっていた和太鼓[5][3]。
- 所有している資格は英検2級[1]、声優検定2級（研修期間に取得し、個人目標研修でキャラクターのアテレコにもチャレンジした）[5][3]。
- 学生時代は「思い立ったが吉日」をモットーにしていた[5][3]。
- 大学時代はタイ料理巡り、旅行、バイク[9][10][11]、ミュージカルなど、少しでも興味を持ったことには必ずチャレンジしていた[5]。
- アナウンサーになりたいという夢を持ったのは小学5年生の時。児童会員として全校集会の司会をしたことがきっかけで、伝える仕事であるアナウンサーに興味を持った[5]。
- 採用試験の時、ES・面談などで心掛けたことは等身大の自分で臨むこと[5]
- これまで挑戦したことのないことに入社までの1年間で取り組むという「個人目標研修」では、「アクションを学んで、表現力の幅を広げる」という目標を立て、この研修を機にアクションスクールに通った[5]。

## 出演番組
- 明石家さんまの転職DE天職 - アシスタント（不定期）
- 日テレNEWS24（2022年7月29日 - ）- 平日昼枠不定期
- 全国直送ニュースバラエティー SHOWチャンネル（2022年9月17日 - 2023年3月18日）- 進行（隔週）[12]
- 午前0時の森（2022年10月4日 - 2023年5月30日）- 火曜天気予報担当
- ZIP!（2022年10月6日 - 2025年3月28日）- 木・金曜SHOWBIZキャスター
- ヒルナンデス!（2023年6月6日 - 9月26日）- 火曜ニュースコーナー担当
- Oha!4 NEWS LIVE
  - 水曜メインキャスター（2023年6月7日 - 9月27日）
  - 火曜（メインキャスター：2023年10月3日 - 2024年9月24日、スポーツコーナー担当：2025年4月1日 - ）
  - 月曜メインキャスター（2024年9月30日 - 2025年3月24日）
- クイズ タイムリープ（2024年8月11日・12月29日） - 進行
- DayDay.（2024年11月5日 - 2024年3月25日） - 火曜ナレーター
- Going!Sports&News（2025年3月29日 - ） - 土曜アシスタントキャスター

## その他
- 一日警察署長 葛飾警察署（2024年9月20日）[13]

## 受賞歴
- 第64回 NHK杯全国高校放送コンテスト アナウンス部門 優良賞(個人全国4位)[1]。
- 第41回 全国高等学校総合文化祭2017 みやぎ大会総文祭 アナウンス部門 優秀賞(個人全国1位)[1]。
- 第13回 日本太鼓ジュニアコンクール全国大会出場[1]。
- 第15回 日本太鼓ジュニアコンクール全国大会出場[1]。